# Offenburger FV 07
Maillots
Le Offenburger FV 07 est un club allemand de football localisé à Offenburg, dans la région du "Südbaden",  dans le Bade-Wurtemberg.

## Repères historiques
- 1907 – 20/07/1907, fondation du FUSSBALL-CLUB 1907 OFFENBURG.
- 1910 – 10/03/1910, fondation du FUSSBALL VEREIN 1910 OFFENBURG.
- 1913 – 08/02/1913, fusion FUSSBALL-CLUB 1907 OFFENBURG et du FUSSBALL VEREIN 1910 OFFENBURG pour former le OFFENBURGER FUSSBALL VEREIN 1907.
- 1933 – 08/09/1933, OFFENBURGER FUSSBALL VEREIN 1907 dut fusionner avec le SPORT-CLUB 1929 OFFENBURG (ordre du régime nazi).
- 1945 – OFFENBURGER FUSSBALL VEREIN 1907 fut dissous par les Alliés.
- 1946 – 09/03/1946, reconstitution du OFFENBURGER FUSSBALL VEREIN 1907
- 1946 – 01/06/1946, OFFENBURGER FUSSBALL VEREIN 1907 est interdit par les Alliés. La création de la OFFENBURGER SPORT VEREINIGUNG est autorisée.
- 1950 – 15/05/1950, le OFFENBURGER SPORT VEREINIGUNG reprit son appellation de OFFENBURGER FUSSBALL VEREIN
- 1950 – 24/10/1950, la fusion de 1933 fut annulée, le SPORT-CLUB 1929 OFFENBURG reprit une route distincte.
- 2003 – OFFENBURGER FUSSBALL VEREIN changea son nom en OFFENBURGER FUSSBALL VEREIN 1907

## Histoire
Le club fut fondé le 20 juillet 1907 sous le nom de FC 1907 Offenburg. Le club joua à un endroit appelé Schiellenwiese. Il se choisit pour couleurs le Rouge et le Blanc.
Le 8 février 1913, il fusionna avec son voisin du FV 1910 Offenburg (créé le 10 mars 1910 et qui joua à un endroit appelé Kronenwiese. Ses couleurs étaient Jaune et Bleu). Le club formé prit l’appellation de Offenburger FV. Il conserva les couleurs Rouge et Blanc et s’installa peu après à un endroit appelé "Stegermatt". Le club y évolua jusqu’en 1957.
Le 8 septembre 1933, le club engloba (probablement sur ordre du régime nazi) avec le SC 1929 Offenburg.
Après la fin de la Seconde Guerre mondiale, le cercle fut dissous par les Alliés, comme tous les clubs et associations allemands (voir article: Directive n°23. Le club fut reconstitué en mars 1946 sous son appellation d’avant guerre (Offenburger FV 1907'). Mais le 1er juin 1946, les autorités militaires réagirent car le club avait conservé (ou repris) un nom de l’époque nazie, ce qui était interdit par la Directive n°23. Le même jour le Offenburger FV 1907 disparut et fut reconstitué sous le nom de SpVgg Offenburg.
En 1947, le SpVgg Offenburg devint un des fondateurs de l’Oberliga Sud-Ouest, Groupe Sud. Le club y joua les trois premières saisons puis fut versé dans la zone Sud, mais ne parvint pas à accéder à l’Oberliga Sud
Le 15 mai 1950, le club reprit son ancienne appellation Offenburger FV. Le 24 octobre de la même année, la fusion de 1933 fut annulée et le SC 1929 Offenburg reprit une route distincte.
Le Offenburger FV s’illustra dans les ligues inférieures régionales, remporta plusieurs fois sa série amateurs de même que la Coupe du Sud Baden. 
En 1978, le OFV fut repris pour créer l’Oberliga Baden-Württemberg (équivalent D3). Le club y termina trois fois "vice-champion" (1983, 1984 et 1987). En 1984, le Offenburger FV remporta le tour final amateur et fut sacré Champion d’Allemagne Amateur. Au terme de la saison 1990-1991, le club se classa 17e sur 18 et fut relégué. Trois ans plus tard, il recula encore d’un rang vers la Landesliga Südbaden.
Offenburger FV remonta en Verbandsliga Südbaden en 2001. Deux ans plus tard, le club adapta sa dénomination officielle en Offenburger FV 1907.
En 2008, le cercle remonta dans l’Oberliga Baden-Württemberg (désormais au niveau 5), mais la finit dernier sur 18 et redescendit.

## Stades
- 1913-1957: auf der "Stegermatt".
- 1957-1981 an der "Unteren Bannbösch".
- depuis 1981: "Unteren Bannbösch" renommé "Karl-Heitzstadion".

## Entraîneurs
- 1971-1975 :  Hans Cieslarczyk
- 1979-1980 :  Hans Cieslarczyk
- 1991 :  Hans Cieslarczyk

## Palmarès
- Champion d’Allemagne Amateur: 1984.
- Vice-champion de  l’Oberliga Baden-Württemberg: 1983, 1984, 1987.
- Champion de la Oberrheingau: 1916.
- Champion de la A-Klasse de la Nördlichen Schwarzwaldgau: 1921.
- Champion de la Kreisliga Südbaden: 1925, 1927, 1931, 1932.
- Champion de la Bezirksliga: 1934, 1935, 1938.
- Champion de la Südbadischer liga:1952, 1953, 1954, 1958, 1960, 1961, 1967, 1974, 1975.
- Vice-champion de la Landesliga Südbaden: 1996, 2001.
- Champion de la Verbandesliga Südbaden: 2008.
- Vice-champion de la Verbandesliga Südbaden: 2004, 2007, 2010.
- Vainqueur de la Südbadischer Pokal: 1961, 1967, 1982, 1987.
- Finaliste de la Südbadischer Pokal: 1972, 1978, 1981, 1985, 1988, 2009.